# Elle van Rijn
 (janvier 2019).
Si vous disposez d'ouvrages ou d'articles de référence ou si vous connaissez des sites web de qualité traitant du thème abordé ici, merci de compléter l'article en donnant les références utiles à sa vérifiabilité et en les liant à la section « Notes et références ».
Elle van Rijn, née Petronella Hendrika van Rijn le 9 mai 1967 à Odiliapeel,, est une actrice, scénariste, femme de lettres et écrivaine néerlandaise.

## Filmographie

### Cinéma
- 1999 : Issue de secours (Do Not Disturb) : La prostituée
- 2001 : Mis : Angela
- 2002 : Oesters van Nam Kee (nl) : La fille du père
- 2003 : Liever Verliefd (nl) : Ellen
- 2005 : Deuce Bigalow: European Gigolo : La femme
- 2008 : Ver Van Familie (nl) : Elfrie
- 2010 : Mega Toby (nl) : La commandante Dahlia
- 2011 : De bende van Oss :	Ellie
- 2011 : Vakantie in eigen land (nl) : La professeure de ballet
- 2012 : Als je verliefd wordt (nl) : Marilou

### Téléfilms
- 1991 : Twaalf steden, dertien ongelukken (nl) : Heleen
- 1992 : Zaterdagavond Cafe : Elsje
- 1993 : Bex & Blanche (nl) : Rôle inconnu
- 1993 : Mus : Mary
- 1994-2005 : Goede tijden, slechte tijden : Deux rôles (Leida Schimmelpenninckx et Valerie Fischer)
- 1994 : Toen was geluk heel gewoon (nl) : Corrie
- 1994 : Vrienden voor het leven (nl) : Alice
- 1994-2001 : SamSam (nl) : Jolande Jo van Staveren
- 1996 : Tijd van leven : Yvonne Mulder
- 1997-2002 : Baantjer : Deux rôles (Janine et Karin Groenendaal)
- 1999-2001 : Princesse Sissi : Sissi
- 2005 : Meiden van De Wit (nl) : Babette Geertse-Veenstra
- 2006 : Kinderen geen bezwaar (nl) : Judith
- 2008 : Het Huis Anubis (nl) : Vera de Kell
- 2008 : Flikken Maastricht : Els
- 2008-2009 : Puppy Patrol (nl) : Angelique Bouwman
- 2010 : Slot Marsepeinstein (nl) : La mère de Robin
- 2012-2016 : Dokter Tinus : Caroline Bosch
- 2014 : Johan Cruijff: logisch is anders (nl) : Danny Cruijff
- 2016 : Over Eva : Eva
- 2016 : Vlucht HS13 (nl) : La réceptionniste
- 2017 : Het Sinterklaasjournaal (nl) : La mère de Piet

### Scénariste
- 2009 : De co-assistent (nl) (2 épisodes)
- 2013 : Verliefd op Ibiza (nl) (2 épisodes)
- 2013-2014 : Dokter Tinus (6 épisodes)
- 2015 : Ja, ik wil! (nl)
- 2015 : Hallo Bungalow (nl)
- 2016 : Vlucht HS13 (nl) (10 épisodes)
- 2017 : Hunter Street (1 épisode)
- 2017 : Mees Kees (nl) (6 épisodes)

## Vie privée
De 2004 à 2012, elle fut l'épouse du réalisateur Kaja Wolffers.